# Axel Horstmann
Pour les articles homonymes, voir Horstmann.
Axel Horstmann (né le 22 juillet 1954 à Enger) est un économiste et homme politique allemand (SPD), et est ministre de l'état de Rhénanie du Nord-Westphalie dans divers départements de 1995 à 1998 et de 2002 à 2005.

## Éducation
Diplômé du Widukind-Gymnasium Enger, Axel Horstmann étudie l'économie et l'administration des affaires à l'Université de Bielefeld. De 1980 à 1985, il y travaille comme assistant de recherche. Il obtient son doctorat en économie de sa faculté en 1986 avec une thèse sur un sujet technologique et politique. Tout en travaillant, il obtient un baccalauréat ès sciences en psychologie de l'Université par correspondance d'Hagen (de) et une maîtrise ès arts en psychologie industrielle et organisationnelle de l'Université bergeoise de Wuppertal (de).

## Activités professionnelles
De 1986 à 1995, il occupe divers postes dans la ville de Detmold et ses entreprises associées, le plus récemment en tant que directeur municipal et directeur général d'Energie- und Verkehr Detmold GmbH (aujourd'hui: detcon GmbH). Cela suscite de vives critiques au sein du Landtag  car, de l'avis des critiques, cela conduit à une collision d'intérêts entre le mandat et le travail de l'entreprise énergétique. On lui demande d'abandonner son siège au Landtag. Entre 1999 et 2002, il travaille comme consultant en gestion pour des entreprises municipales. De 2006 à 2010, Horstmann est le représentant du groupe Energie Baden-Württemberg AG ( EnBW ) en Rhénanie du Nord-Westphalie. Depuis 2010, il est consultant en gestion indépendant, depuis 2014 partenaire de STELLWERK Energy GmbH à Cologne et expert de l'industrie de Finatem Fonds Management Verwaltungs GmbH à Francfort a. M.

## Parlementaire
Horstmann est membre du SPD depuis 1972. De 1995 à 2007, il est membre du Landtag de Rhénanie-du-Nord-Westphalie. En 1995 et 2000, il représente la circonscription d'Herford I. Lors des élections régionales en Rhénanie du Nord-Westphalie en 2005, il est élu via la liste d'État de son parti. De 2000 à 2002 et de 2005 à 2006, il et vice-président du groupe. Il démissionne de son mandat au Landtag en 2007.

## Ministre
En 1995, il est nommé ministre du Travail, de la Santé et des Affaires sociales de l'État de Rhénanie du Nord-Westphalie. Pendant ce mandat, Horstmann fait respecter le droit légal à une place dans un jardin d'enfants en Rhénanie du Nord-Westphalie et, en tant que négociateur des pays A, est l'opposant du ministre fédéral de la Santé de l'époque Horst Seehofer dans la réforme de la santé de 1997. Il démissionne de ce poste en 1998 en raison de l'évasion du criminel violent Bernd Büch d'une clinique médico-légale .
En 2002, Horstmann est renommé au cabinet, où il est ministre des Transports, de l'Énergie et de la Planification de Rhénanie du Nord-Westphalie jusqu'en 2005. En tant que représentant du plus important État fédéral dans le domaine de la production d'électricité, il participe de manière significative à la législation allemande sur l'échange de certificats d'émission européens et la promotion des énergies renouvelables.

## Cabinets
- Cabinet Rau V, 1995-1998: Ministre du Travail, de la Santé et des Affaires sociales
- Cabinet Steinbrück, 2002-2005: Ministre des Transports, de l'Énergie et de la Planification nationale

## Postes honorifiques
Axel Horstmann est membre de plusieurs conseils d'administration et de conseil d'entreprises et d'institutions scientifiques. Il est également président de l'association de parrainage du centre d'éducation des jeunes et des adultes Haus Neuland e. V., Bielefeld et son adjoint. Président du Allgemeinen Deutschen Fahrrad-Clubs (ADFC), Association d'État de Rhénanie du Nord-Westphalie.

## Honneur
En 2013, il reçoit l'Ordre du Mérite de Rhénanie-du-Nord-Westphalie

## Vie privée
Horstmann vit à Detmold et a trois fils.

## Travaux
- Das wirtschaftspolitische Leistungsvermögen strukturorientierter staatlicher Innovationsförderung. Das Beispiel der Maschinenbauindustrie der Bundesrepublik Deutschland. Transfer-Verlag, Regensburg 1987,  (ISBN 3-924956-20-0) (zgl. Dissertation, Universität Bielefeld 1986).